# Carola Salvatella
Carola Salvatella Panés (nacida el 8 de julio de 1994 en Tarrasa, Barcelona) es una jugadora de hockey sobre hierba española. Disputó los Juegos Olímpicos de Río de Janeiro 2016 con España, obteniendo un octavo puesto y diploma olímpico.

## Participaciones en Juegos Olímpicos
- Río de Janeiro 2016, puesto 8.